# Vallecillo, Provincia de León
Vallecillo är en kommun i Spanien.   Den ligger i provinsen Provincia de León och regionen Kastilien och Leon, i den norra delen av landet, 250 km nordväst om huvudstaden Madrid. Vallecillo ligger 842 meter över havet och antalet invånare är 145.
Terrängen runt Vallecillo är platt, och sluttar söderut. Runt Vallecillo är det glesbefolkat, med 9 invånare per kvadratkilometer. Närmaste större samhälle är Sahagún, 15,0 km öster om Vallecillo. Trakten runt Vallecillo består till största delen av jordbruksmark.